# Amikeca Reto
La Amikeca Reto (Red de la amistad en esperanto; pronúnciese amiketsa reto) era un servicio de colaboración, intercambio de ideas y eventualmente alojamiento, que relacionaba a personas de todo el mundo que hablan la citada lengua internacional.
Fue creada en 1987 bajo el paraguas de la asociación de los trabajadores esperantistas Sennacieca Asocio Tutmonda (Asociación mundial anacional). Era similar al más conocido Pasporta Servo, aunque enfatizaba más el aspecto de colaboración y la dimensión cultural del viaje.
La última edición de su directorio de miembros se editó en 2002, con más de 400 direcciones de 40 países.